# Ostrów-Kolonia (powiat kraśnicki)
Ostrów-Kolonia – kolonia w Polsce położona w województwie lubelskim, w powiecie kraśnickim, w gminie Wilkołaz.
W latach 1975–1998 miejscowość należała administracyjnie do województwa lubelskiego.
Wieś stanowi sołectwo gminy Wilkołaz.
Wierni Kościoła rzymskokatolickiego należą do parafii Miłosierdzia Bożego w Rudniku Szlacheckim.